# رزیستین
رزیستین (انگلیسی: Resistin) یا (ADSF) یک هورمون پپتیدی غنی از سیستئین است که در انسان از بافت چربی ترشح می‌شود. نشان داده شده‌است که رسستین تولید LDL در سلول‌های کبدی انسان را افزایش می‌دهد و گیرنده‌های LDL در کبد را کاهش می‌بخشد. در نتیجه، کبد کمتر قادر است تا کلسترول را از جریان خون پاک کند. نتیجه نهایی ترشح رسیستین افزاش سطح خونی لیپوپروتئین کم چگال و افزایش خطر بیماری‌های عروقی در انسان است. رسیستین در جوندگان، نخستی‌سانان و سایر پستانداران نیز دیده می‌شود.
فیبرینوژن و رسیستین دو نشانگر التهابی پیشگویی خطر آترواسکلروز در انسان می‌باشند. بالا بودن میزان رسیستین در خون موجب ناتوانی داروهای استاتین در کاهش کلسترول خون بیماران می‌گردد. میزان رزیستین همراه با تجمع چربی احشایی افزایش می‌یابد لذا برای بیماران چاق طبیعی است که میزان بسیاربالایی رسیستین داشته باشند. سطوح سرمی بالای رزیستین با مقاومت به انسولین، میزان بالای کلسترول تام، کلسترول LDL، و تری‌گلیسرید در بیماران ارتباط دارد.